# Tilkerodeit
Tilkerodeit ist ein sehr seltenes Mineral aus der Mineralklasse der Sulfide und Sulfosalze. Es kristallisiert im trigonalen Kristallsystem mit der Zusammensetzung Pd2HgSe3, ist also ein Palladium-Quecksilber-Selenid.
Tilkerodeit findet sich in idiomorphen Einschlüssen in Tiemannit oder in Form von extrem feinkörnigen Aggregaten bis zu 1 µm Durchmesser in einer Dolomit-Ankerit-Matrix und wird ferner von Clausthalit, Jacutingait, Stibiopalladinit und gediegen Gold begleitet.
Die Typlokalität des Tilkerodeits ist der „Eskaborner Stollen“ (Koordinaten des „Eskaborner Stollen“) bei Tilkerode, Harz, Sachsen-Anhalt, Deutschland.

## Etymologie und Geschichte

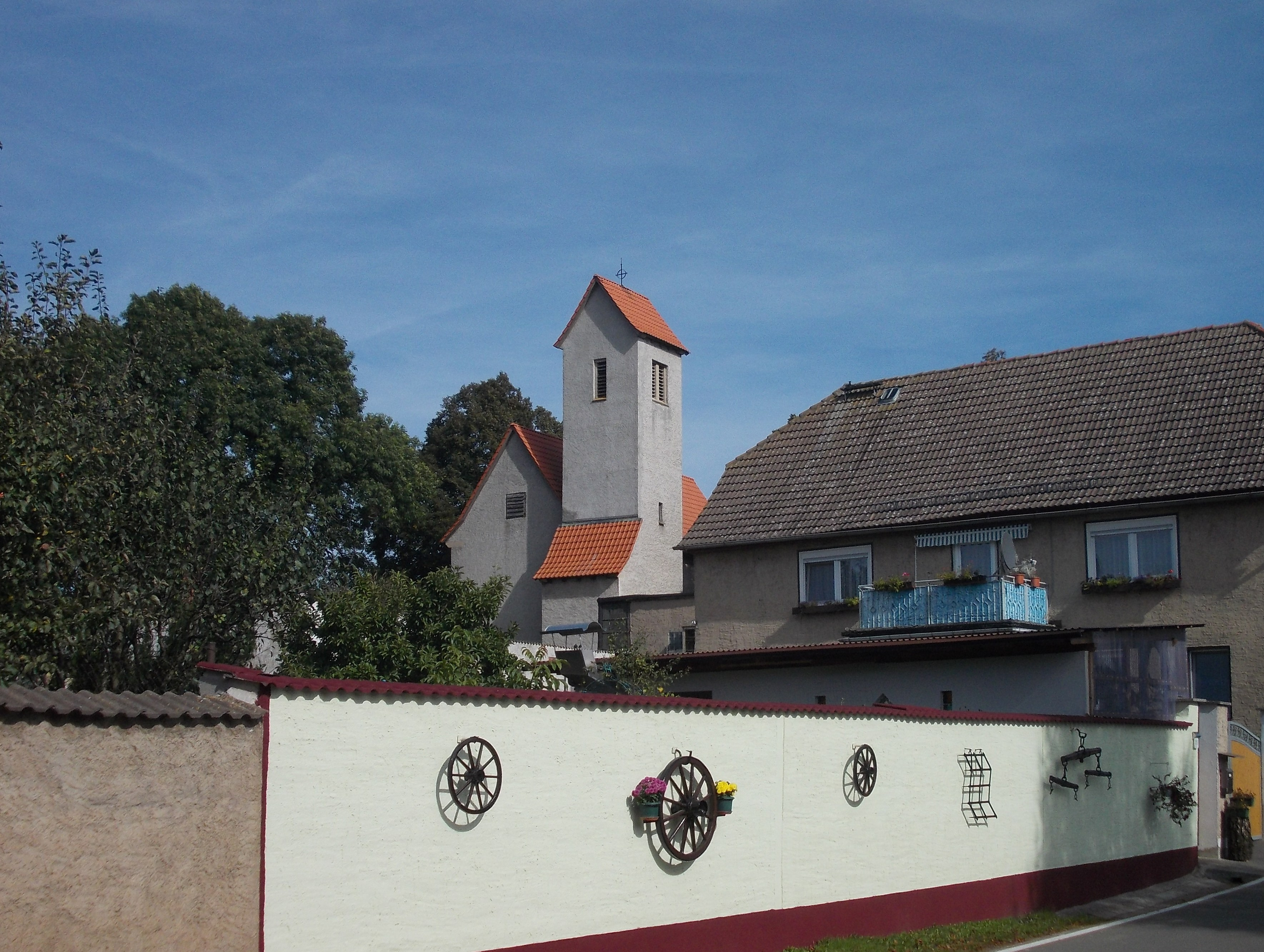
Tilkerode – ein Teil der Ortschaft Abberode der Stadt Mansfeld – lieferte den Namen für das Mineral Tilkerodeit

Bei der nochmaligen Untersuchung des Cotyp-Material von Tischendorfit mittels Auflichtmikroskopie im polarisierten Licht, Rasterelektronenmikroskopie sowohl im WDX- als auch im EDX-Modus sowie Elektronenrückstreubeugung wurde neben dem ersten Auftreten des Minerals Jacutingait, Pt2HgSe3, im originalen Gesteinsverband ein sehr ähnliches, aber deutlich platinärmeres und palladiumreicheres Mineral entdeckt, welches sich nach Ermittlung der physikalischen, chemischen und röntgendiffraktometrischen Eigenschaften als neuer Vertreter der selenhaltigen Sulfosalze erwies. Es wurde der International Mineralogical Association (IMA) vorgelegt, die es im Jahre 2019 unter der vorläufigen Bezeichnung „IMA 2019-111“ anerkannte. Die wissenschaftliche Erstbeschreibung dieses Minerals erfolgte im Jahre 2020 durch ein internationales Forscherteam mit Chi Ma, Hans-Jürgen Förster und Günter Grundmann in der wissenschaftlichen Open-Access-Fachzeitschrift (Elektronische Zeitschrift) „crystals“ der MDPI.
Die Autoren benannten das neue Mineral nach seiner Typlokalität als Tilkerodeit (englisch Tilkerodeite), da Tilkerode die wichtigste Fundstelle für Selenid-Minerale in Deutschland und bisher auch schon Typlokalität für Naumannit, Eskebornit und Tischendorfit ist.
Das Typmaterial für Tilkerodeit (Holotyp) wird unter der Katalognummer MiSa84670 in der Sammlung des Mineralogischen Instituts der Technischen Universität Bergakademie Freiberg in Freiberg, Deutschland, aufbewahrt.
Nicht verwechseln darf man das neue Mineral mit dem „Tilkerodit“ von Wilhelm von Haidinger, der unter diesem Namen 1845 ein Pb-Co-Se-Mineral beschrieb.

## Klassifikation
Da der Tilkerodeit erst 2019 als eigenständiges Mineral anerkannt wurde, ist er weder in der veralteten 8. Auflage noch in der von der IMA zuletzt 2009 überarbeiteten 9. Auflage der Strunz’schen Mineralsystematik verzeichnet. Auch die zuletzt 2018 überarbeitete Lapis-Systematik nach Stefan Weiß, die formal auf der alten Systematik von Karl Hugo Strunz in der 8. Auflage basiert, sowie die vorwiegend im englischen Sprachraum gebräuchliche Systematik der Minerale nach Dana kennen den Tilkerodeit noch nicht.
Die von der Mineraldatenbank „Mindat.org“ weitergeführte Strunz-Klassifikation ordnet den Tilkerodeit in die Klasse der „Sulfide und Sulosalze“ und dort in die Abteilung der „Metallsulfide, M : S = 1 : 1 (und ähnliche)“ (englisch Metal Sulfides, M : S = 1 : 1 (and similar)). Diese ist weiter unterteilt nach den in der Verbindung vorherrschenden Metallen und Tilkerodeit wurde hier entsprechend seiner Zusammensetzung in die Unterabteilung „mit Nickel (Ni), Eisen (Fe), Cobalt (Co) usw.“ mit der Systemnummer 2.CC. eingeordnet. Eine weitergehende Einordnung in eine Gruppe chemisch bzw. strukturell verwandter Minerale fehlt bisher (Stand 2025; vergleiche dazu auch gleichnamige Unterabteilung in der Klassifikation nach Strunz (9. Auflage)).

## Chemismus
Fünf Analysen an Tilkerodeit aus Tilkerode ergaben Mittelwerte von 15,89 % Pd; 20,62 % Pt; 2,72 % Pb; 0,66 % Cu; 26 33 % Hg; 32,68 % Se sowie 0,27 % S; Summe = 99,17 %. Auf der Basis von sechs Atomen pro Formeleinheit wurde die empirische Formel (Pd1,08Pt0,76Pb0,09Cu0,07)Σ=2,00Hg0,95(Se2,98S0,07)Σ=3,05 ermittelt, die zu Pd2HgSe3 idealisiert werden kann, welche 32,72 Pd, 30,85 Hg und 36,43 Se (total 100 Gew.-%) erfordert.
Die alleinige Elementkombination Pd–Hg–Se, wie sie der offiziellen Formel der IMA für den Tikerodeit zu entnehmen ist, weist unter den derzeit bekannten Mineralen (Stand 2021) neben Tilkerodeit nur Tischendorfit, Pd8Hg3Se9, auf.
Tilkerodeit ist das Pd-dominante Analogon zum Pt-dominierten Jacutingait, Pt2HgSe3, mit dem er außerdem auch isotyp (isostrukturell) ist und offensichtlich auch eine – möglicherweise vollständige – Mischkristallreihe bildet.

## Kristallstruktur
Tilkerodeit kristallisiert im trigonalen Kristallsystem in der Raumgruppe P3m1 (Raumgruppen-Nr. 164) mit den Gitterparametern a = 7,325 Å und c = 5,288 Å sowie zwei Formeleinheiten pro Elementarzelle.

## Eigenschaften

### Morphologie
Tilkerodeit findet sich an seiner Typlokalität wie die anderen Selenide und gediegen Gold in einem Dolomit/Ankerit-Gang, füllt dort Risse und zementiert eine ältere, stark fragmentierte Dolomit-Generation in einer Trümmerbrekzie. Er bildet dünne tafelige oder spindelförmige Kristalle bis zu 3 µm Länge und 0,5 µm Breite. Aufgrund seiner Flexibilität und der ausgeprägten Schichtstruktur bildet er laminierte, teilweise gebogene Kristalle. Tilkerodeit ist intersertal mit Clausthalit, Tiemannit und seltener auch mit Stibiopalladinit, Jacutingait und gediegen Gold verwachsen. In unmittelbarer Nähe solcher Tilkerodeit-Kristalle treten Tiemannit-Clausthalit-Aggregate bis zu Durchmessern von 2 mm auf, welche große Mengen winziger, orientiert angeordneter Lamellen enthalten, welche sowohl aus Tilkerodeit als auch aus Jacutingait bestehen. Diese Aggregate weisen konkave Ausbuchtungen in Richtung des angrenzenden Dolomits auf, der deutliche Korrosionsmerkmale aufweist. Dieser einschlussreiche Tiemannit-Typ wird teilweise durch Dolomit und/oder Clausthalit verdrängt.

### Physikalische und chemische Eigenschaften
Die Farbe der Kristalle des Tilkerodeits im Handstück ist aufgrund ihrer Kleinheit nicht bestimmbar Das Mineral weist aber bei entsprechender Vergrößerung unter dem Binokular schwarze bis graue Farbtöne auf. Seine Strichfarbe ist jedoch immer schwarz. Die Oberflächen des opaken Tilkerodeits zeigen einen metallartigen Glanz.
Unter dem Polarisationsmikroskop ist das Mineral im reflektierten Licht bräunlichgrau bis grauweiß und zeigt in der Vergesellschaftung mit Clausthalit eine schwache Bireflektanz sowie einen schwachen Pleochroismus in braunen und grauen Tönen. Bei gekreuzten Polaren ist eine schwache Anisotropie mit schwachen Rotationsfarben in Schattierungen von grünlichbraun bis graubraun zu erkennen. Tilkerodeit weist eine im Vergleich zum benachbarten Jacitingait etwas geringe Reflektanz auf, was wahrscheinlich durch die höheren Palladiumgehalte verursacht wird.
Tilkerodeit besitzt eine sehr vollkommene Spaltbarkeit nach dem Basispinakoid {001} und eine Teilbarkeit nach {001}. Tilkerodeit ist nicht spröde, sondern unelastisch biegsam und zeigt deshalb auch kein Bruchverhalten. Das Mineral weist eine Mohshärte von ≈ 3 auf und gehört damit zu den mittelharten Mineralen, die sich ähnlich gut wie das Referenzmineral Calcit mit einer Kupfermünze ritzen lassen. Aufgrund der geringen Größe der Kristalle ließ sich die Dichte nicht messen. Die berechnete Dichte für Tilkerodeit beträgt 9,67 g/cm³.
Das Mineral zeigt keine Kathodolumineszenz. Zu einer möglichen Fluoreszenz im UV-Licht existieren keine Angaben, ebenso zum Verhalten gegenüber Säuren etc.

## Bildung und Fundorte
Als extrem seltene Mineralbildung konnte der Tilkerodeit bisher (Stand 2021) erst von zwei Fundpunkten beschrieben werden. Die Typlokalität für Tilkerodeit ist der „Eskaborner Stollen“ (60-m-Sohle, 5 m nördlich vom Blindschacht IV) bei Tilkerode, Harz, Sachsen-Anhalt, Deutschland. Er findet sich hier auf hydrothermalen, niedrigtemperierten, selenreichen Erzgängen. Der einzige weitere Fundort ist die für ihre Edelmetall- (Au, Ag, Pd) und Buntmetall-Selenid-Mineralisation in Calcitgängen bekannte Landzunge Hope’s Nose bei Torquay, Devon (England), Vereinigtes Königreich. Dieses Mineral, von dem noch keine analytischen Daten vorliegen, wird von gediegen Gold, Chrisstanleyit und verschiedenen anderen selenhaltigen Mineralspezies begleitet und in der IMA-CNMNC-Liste der ungültigen unbenannten Minerale als „UM1998-//-Se:HgPd“ geführt.
Das Vorhandensein von Tilkerodeit in Verbindung mit oder sogar innerhalb von Tiemannit, HgSe, legt nahe, dass beide Mineralspezies genetisch verwandt sind. Vorläufige Mikroanalysen in einschlussarmen Domänen des assoziierten Tiemannits ergaben Konzentrationen von bis zu 0,4 Gew.-% Pd und 0,3 Gew.-% Pt.
Möglicherweise könnte eine durch Fluide induzierte Alteration des Pd-Pr-haltigen Tiemannits die Mobilisierung der Platingruppenelemente (PGE) verursacht haben, welche anschließend durch Auflösungs-Wiederausfällungs-Reaktionen als Tilkerodeit und Jacutingait zur Ablagerung kamen. Die Frage, ob die im Tiemannit enthaltenen PGE-Mengen für die Bildung der winzigen, aber zahlreichen Körner von Tilkerodeit und Jacutingait ausreichend waren, konnte noch nicht endgültig beantwortet werden.
Tilkerodeit ist höchstwahrscheinlich ein sekundär gebildetes Mineral. Vergesellschafteter Clausthalit und Tiemannit besitzen große Stabilitätsfelder bezüglich der Temperatur und der relativen Selen-Schwefel-Fugazitäten. Thermodynamische Daten für die assoziierten PGE-Arten fehlen, ebenso wie Erkenntnisse über das Vorkommen von temperaturkritischen Mineralen im Inneren der Mineralvergesellschaftung.
Typische Begleitminerale des Tilkerodeits an seiner Typlokalität sind Tiemannit, Clausthalit, Jacutingait, Stibiopalladinit und gediegen Gold sowie Dolomit und Ankerit.

## Verwendung
Tilkerodeit mit Endgliedzusammensetzung, Pd2HgSe3, besteht zu etwa 33 % aus Palladium, zu etwa 31 % aus Quecksilber und zu etwa 36 % aus Selen. Aufgrund seiner Seltenheit ist das Mineral als Rohstoff für diese Elemente jedoch ohne jede praktische Bedeutung.
Das Schichtmineral Tilkerodeit scheint ein vielversprechender Quanten-Spin-Hall-Isolator für die Nano-Spintronik-Technologie mit geringer Leistung zu sein. In diesem Zusammenhang ist eine schnelle und zuverlässige Beurteilung dessen Struktur von entscheidender Bedeutung für die Untersuchung grundlegender Eigenschaften und der Architektur neuer Pd2HgSe3-basierter Geräte.